# Gelders volkslied
Ons Gelderland is het volkslied van Gelderland. Het lied werd in 1941 geschreven door C.J.C. Geerlings (1865-1951), een onderwijzer, later schoolhoofd.
De drie strofen van het lied beschrijven achtereenvolgens de Veluwe, de Betuwe en de Graafschap.

## Geschiedenis
Gedurende de twintigste eeuw kwamen er twee liederen in aanmerking om als provincielied van Gelderland te dienen.
Dit waren het Geldersch Volkslied (1950), met tekst van Jan van Riemsdijk en muziek van Rombout van Riemsdijk. En daarnaast Ons Gelderland (1941), met tekst en muziek van C.J.C. Geerlings.
Dit laatste lied werd opgenomen in de liedbundel Kun je nog zingen, zing dan mee (1906). Door de populariteit en lange drukgeschiedenis van dit liedboek (41e druk in 1986) kreeg dit lied een ruime verspreiding. 
Op 8 september 1998 werd het lied van C.J.C. Geerlings door het college van Gedeputeerde Staten officieel aangewezen als provinciale hymne.
Enkele uitdrukkingen in het Geldersch Volkslied van de gebroeders Van Riemsdijk werden door het provinciebestuur als onjuist bestempeld, zoals 'echt Gelders ras' en 'onze stam'. Ook de aanduiding van de Gelderse voorouders als 'Saksische Germanen' vond men ongepast.

## Tekst
Melodie (fragment): 

I

Waar der beuken breede kronen, Ons heur koele schaduw biên;

Waar we groene dennebosschen, Paarse heidevelden zien;

Waar de blonde roggeakker, En het beekje ons oog bekoort,

Daar is onze Vale ouwe, Kost'lijk deel van Gelre's oord. (bis)

II

Waar bij zomerzon de boomgaard, Kleurig ooft den wand'laar toont,

En de vruchtb're korenakker, Stagen arbeid rijk'lijk loont;

Waar het aorige rivierke, Rustig stroomt langs groenen boord,

Daar is onze rijke Betuw, Kost'lijk deel van Gelre's oord. (bis)

III

Waar kasteelen statig prijzen, Rond door park en bosch omringd,

Waar het voog'lenkoor zijn lied'ren, In het dichte loover zingt;

Waar het lief'lijk schoon van ’t landschap, 't Oog des schilders steeds bekoort,

Daar is onze "olde Graafschap", Kost'lijk deel van Gelre's oord. (bis)

## Trivia
- De Arnhemse metalband Heidevolk gebruikte de tekst van Jan van Riemsdijk voor een geheel eigen uitvoering.